# Parachute de freinage

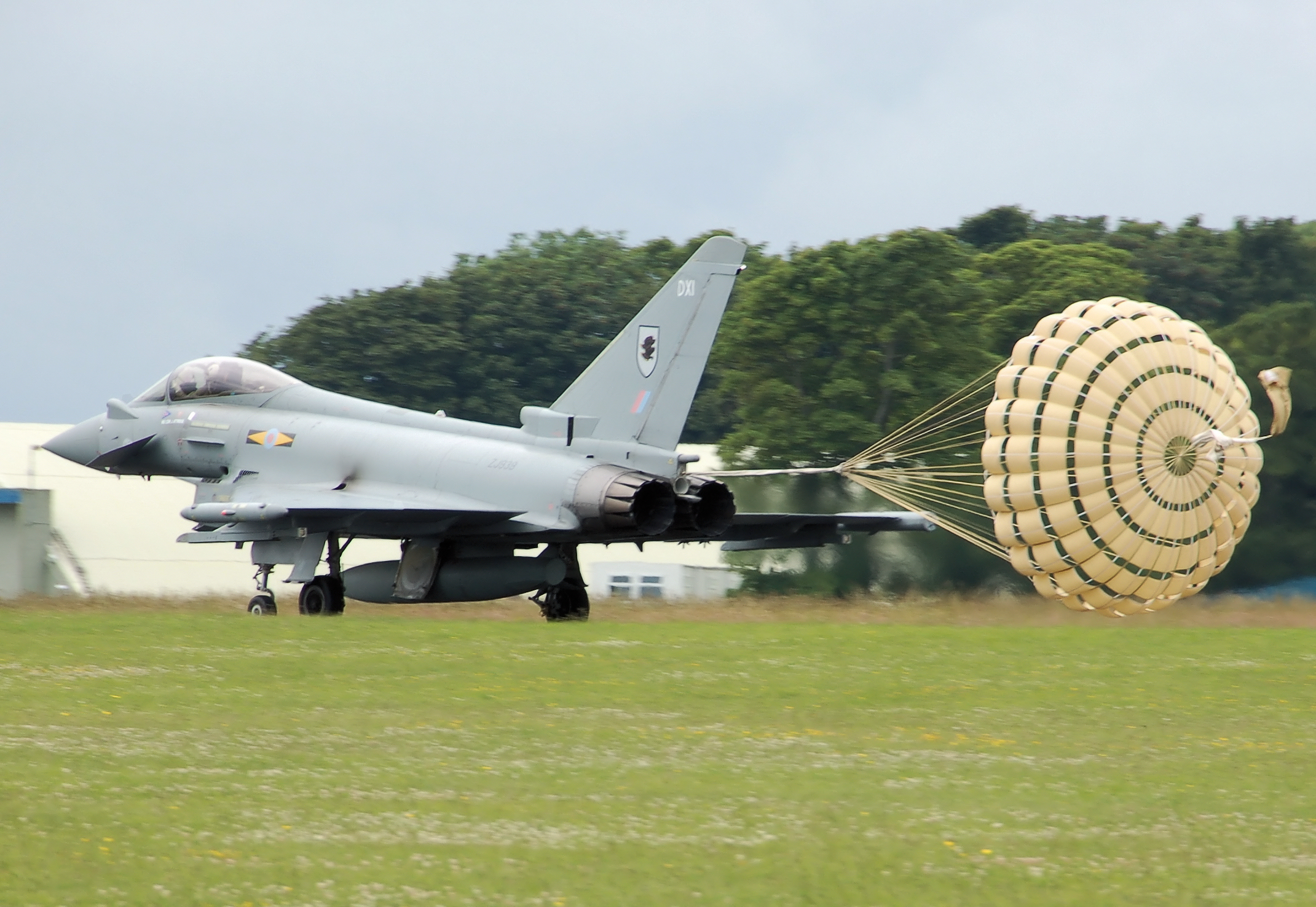
Un Eurofighter Typhoon utilise un parachute de freinage pour atterrir sur une piste courte.

Un parachute de freinage est un frein aérodynamique conçu pour être déployé à partir d'un objet en mouvement rapide afin de le ralentir, éventuellement pour améliorer sa stabilité ou déployer un plus grand parachute. Inventé par Giovanni Agusta en 1911, on l'utilise pour certains aéronefs, les sondes spatiales ou les dragsters. Le parachute crée une force de traînée aérodynamique T = 1/2 ρ V2 S Cx où ρ est la masse volumique de l'air, S la surface (aire) de référence (en général on prend l'aire de la surface « mouillée », c'est-à-dire mesurée perpendiculairement à l'écoulement de l'air), Cx le coefficient de traînée et V la vitesse.
Contrairement à une idée reçue, le parachute de freinage n'a pas été utilisé que sur les avions militaires. En effet des avions de ligne en ont été équipés, tel le Tupolev Tu-104 ou la Caravelle de Sud-Aviation. Les premières versions de la Caravelle de Sud-Aviation (mise en service tout à la fin des années 1950) en étaient équipées et les utilisaient assez fréquemment, notamment sur l'aéroport de Nice-Côte d'Azur, construit en bord de mer sur un remblai, dont il était impossible de rallonger les pistes. Avec des configurations de vent défavorables le déploiement du parachute de queue était impératif, avant que n'apparaissent de nouvelles techniques de freinage (aérofreins, inverseurs de poussée, etc.) Leur emploi était soumis à des contraintes logistiques contraignantes en contexte commercial (récupération du parachute, installation d'un parachute de rechange plié dans les règles de l'art...etc.). Le supersonique Concorde était également équipé d'un parachute de queue.
Des planeurs, tels le Cirrus, le Janus ou le Salto, sont équipés de parachute de freinage.

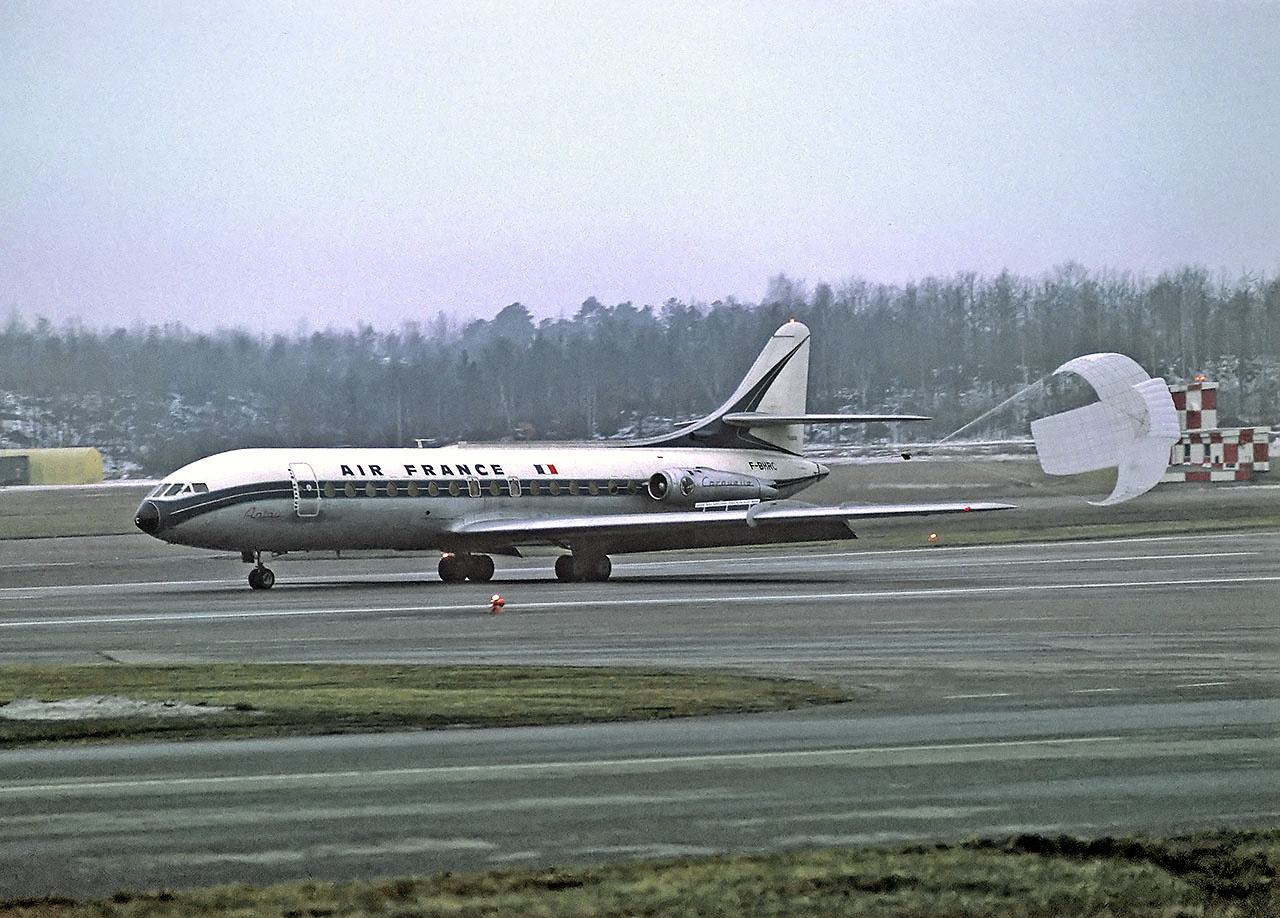
Caravelle avec son parachute de freinage.
La navette spatiale Endeavour.
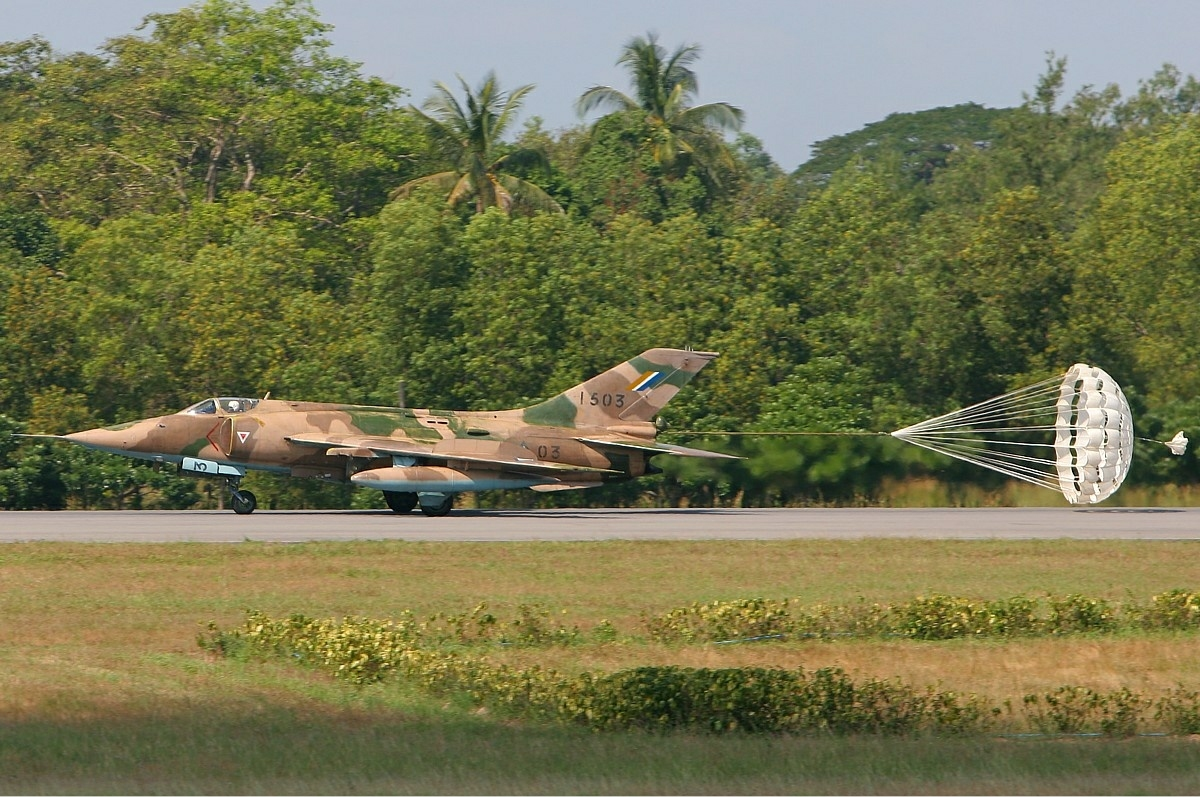
Un A-5C birman déployant son parachute de freinage à l’atterrissage.
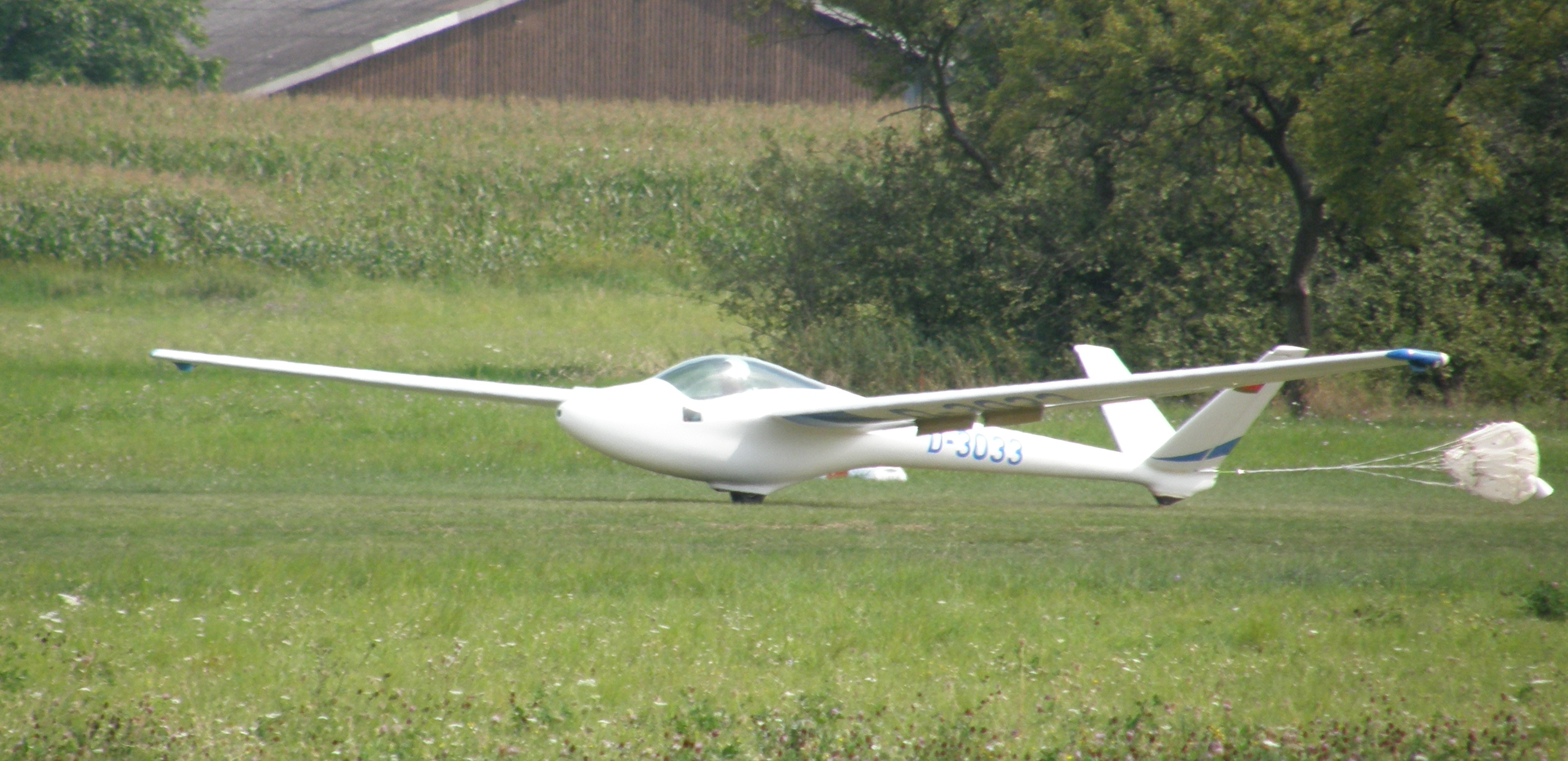
Planeur Salto utilisant son parachute de freinage.

Dans le domaine du sport automobile, les dragsters, engins sur-motorisés utilisés dans des courses d'accélération (souvent en duels en parallèle sur des pistes courtes) utilisent des parachutes pour freiner une fois passée la ligne d'arrivée.